# Lahisa
Lahisa (arab. لاهثة) – miejscowość w Syrii, w muhafazie As-Suwajda. W 2004 roku liczyła 2225 mieszkańców.